# Gunnar Landtman
Gunnar Landtman, född 6 maj 1878 i Helsingfors, död där 30 oktober 1940, var en finländsk sociolog. Han var en av Edvard Westermarcks främsta lärjungar.
Landtman blev student 1895 vid Nya Svenska Läroverket, filosofie licentiat 1905 samt docent i sociologi vid Helsingfors universitet 1910. Därefter företog han en två års resa till Nya Guinea i folkloristiskt syfte. Åren 1916–22 förestod han professuren i praktisk filosofi och uppfördes i första förslagsrummet vid dess besättande, men utnämndes ej av regeringen. Han tog verksamt del i det svenska folkbildningsarbetet i Finland och var 1922–24 riksdagsman för Svenska folkpartiet. Han var far till företagsledaren Christian Landtman.
Utöver nedanstående skrifter författade Landtman en stor mängd mestadels folkloristiska avhandlingar och uppsatser, utgörande resultat av resan till Nya Guinea. På den finlandssvenska folkloristikens område var han en av märkesmännen och sysslade särskilt med folktro och trolldom. Han redigerade sjunde delen av Finlands svenska folkdiktning. Ett memoarartat verk är Finlands väg till oavhängighet (1919), företrädesvis omfattande åren 1917–18.